# 43081 Stephenschwartz
43081 Stephenschwartz è un asteroide della fascia principale. Scoperto nel 1999, presenta un'orbita caratterizzata da un semiasse maggiore pari a 2,1948202 au e da un'eccentricità di 0,1943858, inclinata di 5,77731° rispetto all'eclittica.